# Теоретична информатика
Теоретичната информатика се занимава с формални езици, теория на автоматите, логика, разработка и анализ на алгоритми, дизайн и формална семантика на езиците за програмиране, дава основите за компилатори и математическото формализиране на проблеми. Тя е формалният „гръбнак“ на информатиката.
Формални системи, автомати, графи, теория на вероятностите, инференциална статистика и синтактични диаграми се използват за точно описание на вътрешната логика на формални проблеми. Обикновено тази формална стъпка е основна част от решението на същинския проблем.